# Whut? Thee Album
Whut? Thee Album è il primo album discografico in studio del rapper statunitense Redman, pubblicato nel 1992 dalla Def Jam Recordings.

## Tracce
1. Psycho Ward – 1:28
2. Time 4 Sum Aksion – 3:25
3. Da Funk – 2:18
4. News Break – 0:38
5. So Ruff – 3:47
6. Rated 'R' – 3:21
7. Watch Yo' Nuggets (featuring Erick Sermon) – 3:50
8. Psycho Dub – 0:28
9. Jam 4 U – 3:06
10. Blow Your Mind – 3:56
11. Hardcore – 1:59
12. Funky Uncles – 1:06
13. Redman Meets Reggie Noble – 2:31
14. Tonight's da Night – 3:22
15. Blow Your Mind (Remix) – 3:18
16. I'm a Bad – 2:52
17. Sessed One Night – 0:49
18. How to Roll a Blunt – 3:23
19. Sooper Luver Interview – 0:53
20. A Day of Sooperman Lover – 3:50
21. Encore – 1:21